# Omastiná
Omastiná es un municipio del distrito de Bánovce nad Bebravou en la región de Trenčín, Eslovaquia, con una población estimada a final del año 2024 de 42 habitantes.
Se encuentra ubicado en el centro-sur de la región, cerca del río Bebrava (cuenca hidrográfica del río Danubio) y de la frontera con la región de Nitra.

## Demografía
| Año        | 1994 | 2004     | 2014    | 2024    |
| ---------- | ---- | -------- | ------- | ------- |
| Población  | 80   | 43       | 39      | 42      |
| Diferencia |      | −46,25 % | −9,30 % | +7,69 % |

| Año        | 2023 | 2024    |
| ---------- | ---- | ------- |
| Población  | 41   | 42      |
| Diferencia |      | +2,43 % |